# Powięź Bucka

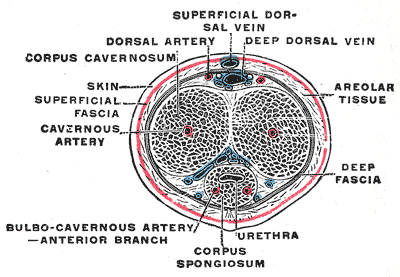
Rycina przedstawiająca przekrój poprzeczny przez prącie człowieka (według Graya)

Powięź Bucka, powięź głęboka prącia (fascia penis profunda) – łącznotkankowa osłonka leżąca pod powięzią powierzchowną prącia (fascia penis superficialis) i obejmująca ciała jamiste oraz ciało gąbczaste wraz z ich błoną białawą (tunica albuginea). Według Terminologia Anatomica nazwa tej struktury anatomicznej to po prostu powięź prącia (fascia penis). Powięź Bucka przechodzi w powięź nasienną zewnętrzną moszny (fascia spermatica externa).
Nad powięzią prącia, w powięzi powierzchownej prącia, biegną parzyste żyły grzbietowe powierzchowne prącia. Nazwa struktury anatomicznej upamiętnia chirurga Gurdona Bucka.